# Pasaporte australiano
El pasaporte australiano (en inglés, Australian passport) es el documento oficial, emitido por el gobierno de la Mancomunidad de Australia, que identifica al nacional australiano ante las autoridades de otros países, permitiendo la anotación de entrada y salida a través de puertos, aeropuertos y vías de acceso internacionales. Permite también contener los visados de autorización de entrada; y, además, de ser requerido, facilita la asistencia de funcionarios consulares australianos en otras naciones, y solicita la protección del titular del pasaporte en el extranjero.

## Historia
Antes de 1901, Australia estaba formada por seis colonias británicas separadas. El uso de pasaportes no era común, y si se requería se utilizaban pasaportes británicos o de otras nacionalidades. En 1901, las seis colonias se unieron para formar la Commonwealth de Australia, aunque los australianos conservaron la nacionalidad británica. Hasta 1912 no se introdujo la primera normativa federal sobre pasaportes, y los pasaportes emitidos por el gobierno australiano siguieron llevando la mención "British Passport" en la cubierta hasta 1967. Durante la Primera Guerra Mundial, el control y la identificación de los que cruzaban las fronteras internacionales se consideraba fundamental para la seguridad de Australia y sus aliados, y la Ley de Precauciones de Guerra de 1914 exigía que todas las personas mayores de 16 años, al salir de Australia, poseyeran algún pasaporte.
La nacionalidad australiana nació el 26 de enero de 1949, cuando entró en vigor la Ley de Nacionalidad y Ciudadanía de 1948, y los pasaportes australianos comenzaron a distinguir entre ciudadanos australianos y otros súbditos británicos. Los súbditos británicos, que no eran ciudadanos australianos, siguieron teniendo derecho a un pasaporte australiano. El término "súbdito británico" tenía un significado particular en la ley de nacionalidad australiana. El término engloba a todos los ciudadanos de los países incluidos en la lista de la Ley de Nacionalidad y Ciudadanía de 1948. La lista de países se basaba en los países (y sus colonias) que eran miembros de la Commonwealth, pero no era idéntica. La lista se modificó de vez en cuando a medida que varias antiguas colonias se convertían en países independientes, pero la lista de la Ley no estaba necesariamente actualizada hasta el punto de constituir exactamente una lista de países de la Commonwealth en un momento dado. Esta definición de "súbdito británico" significaba que, a efectos de la ley de nacionalidad australiana, los ciudadanos de países que se habían convertido en repúblicas, como la India, eran clasificados como "súbditos británicos". En 1967 se eliminaron las palabras "British Passport" de las portadas de los pasaportes australianos.
En 1981, los gobiernos de la Commonwealth, Queensland, Nueva Gales del Sur y Victoria crearon la Comisión Real Stewart para investigar diversas actividades delictivas relacionadas con el tráfico de drogas, pero que dedicó gran parte de su tiempo a examinar cómo los delincuentes utilizaban y abusaban del sistema de pasaportes con fines delictivos. La Comisión publicó su informe final en 1983, en el que se hacían recomendaciones sobre cómo evitar esos abusos, la mayoría de las cuales fueron aplicadas por el gobierno federal. Las recomendaciones del informe incluían que los solicitantes de un pasaporte acudieran a una Oficina de Pasaportes y que se dejaran de enviar solicitudes por correo; que los pasaportes se expidieran sólo a los ciudadanos, por lo que los súbditos británicos dejarían de tener derecho a un pasaporte; que no se aceptaran los certificados de nacimiento como prueba suficiente de identidad; que los pasaportes dejaran de expedirse a través de agencias de viajes u otros agentes; y que todas las personas que cambiaran de nombre, ya fuera por elección, matrimonio o adopción, estuvieran obligadas a registrar el cambio en los Registros estatales de nacimientos, defunciones y matrimonios. La categoría legal de súbdito británico fue abolida en 1984 por la Ley de Ciudadanía Australiana (Enmienda) de 1984, y los pasaportes australianos empezaron a ser emitidos exclusivamente a ciudadanos australianos, aunque los pasaportes existentes en posesión de súbditos británicos no ciudadanos continuaron siendo válidos hasta su caducidad.
En 1980, los grandes registros de libros encuadernados fueron sustituidos por un sistema de procesamiento y registro informatizado, denominado Sistema de Emisión y Control de Pasaportes (PICS) Desde 1984, para agilizar el procesamiento de los pasajeros entrantes y salientes y la introducción de datos, Australia emite pasaportes con líneas legibles por máquina, según la norma del Documento 9303 de la OACI. Desde el 24 de octubre de 2005, Australia sólo emite pasaportes biométricos, denominados ePassports, que llevan incorporado un microchip RFID que contiene la misma información personal que aparece en la página de la foto en color del pasaporte, incluida una fotografía digitalizada. Australia fue el cuarto país del mundo (después de Malasia, Tailandia y Suecia) en introducir los pasaportes biométricos. Todos los pasaportes australianos son ahora biométricos, ya que todos los anteriores a 2006 han caducado. En los aeropuertos australianos se han instalado SmartGates para que los titulares de pasaportes electrónicos australianos y de otros países puedan pasar los controles de inmigración con mayor rapidez, y se ha instalado tecnología de reconocimiento facial en las puertas de inmigración para capturar y guardar un perfil biométrico de los titulares de pasaportes, así como para compararlo con la base de datos de inmigración y la lista de vigilancia. Australia no utiliza las huellas dactilares de los pasajeros que llegan, como hacen otros países.

## Aspecto físico
La serie actual de pasaportes australianos es de color azul, con el escudo de armas de Australia estampado en el centro de la portada. Sobre el escudo está escrito "AUSTRALIA". Hacia la parte inferior de la cubierta se inscribe "Passport" y, debajo, el símbolo del pasaporte electrónico internacional. El pasaporte estándar contiene 42 páginas de visado (las páginas 17 y 18 son inutilizables porque contienen el IC sin contacto). 

### Página de información de identidad
El pasaporte australiano incluye los siguientes datos: 
- Foto del titular del pasaporte (Anchura: 35mm, Altura: 45mm; Altura de la cabeza (hasta la parte superior del cabello): 35mm; Distancia desde la parte superior de la foto hasta la parte superior del cabello: 3mm)

- Tipo (de documento, que es P de "personal")

- Código del estado emisor (aparece como AUS para "Australia")

- Número de documento

- Nombre (escrito en dos líneas, la primera para los apellidos; la segunda para los nombres)

- Nacionalidad (australiana)

- Fecha de nacimiento

- Sexo: Masculino (M); Femenino (F); Intersexual/indeterminado/sin especificar (X)

- Lugar de nacimiento (sólo se indica la ciudad o el pueblo, aunque haya nacido fuera de Australia)

- Fecha de expedición

- Firma del titular

- Fecha de caducidad

- Autoridad ("Australia" si se emite en Australia, o el nombre de la misión diplomática emisora si se emite en el extranjero - por ejemplo, Londres).

La página de información termina con la zona de lectura automática. 

#### Sexo y género diverso
La política del Gobierno australiano es registrar el género y no el sexo. Los documentos de viaje australianos permiten registrar el género no binario. Es uno de los menos de 10 países conocidos que lo hacen. Los pasaportes de sustitución se expiden gratuitamente a los solicitantes cuyos datos han cambiado en el curso de la transición de género. Los solicitantes pueden elegir que el campo "Sexo" (esta denominación es un requisito de la OACI[40]) de su pasaporte se registre como M, F o X. Aunque no está disponible en los pasaportes debido a los requisitos de la OACI, se puede emitir un Documento de Identidad con el campo del sexo en blanco. El sexo registrado no tiene por qué coincidir con el de la partida de nacimiento ni con el de ningún otro documento. Para las personas que no tengan documentos de identidad revisados y a las que no se les haya expedido previamente un pasaporte con el sexo deseado, bastará con una breve declaración de un médico o psicólogo colegiado Cuando no puedan obtener una carta de un médico o psicólogo, se recomienda a los solicitantes que informen a la APO, para que se puedan considerar medidas alternativas. La política administrativa de la APO y del Departamento de Asuntos Exteriores tiene como objetivo evitar la angustia u ofensa innecesarias. Está prohibido rechazar solicitudes de solicitantes de sexo y género diverso, por falta de documentación o por otros motivos. El personal está obligado a no pedir información o documentos adicionales cuando se presentan las solicitudes. Una vez presentadas, las solicitudes de los solicitantes de sexo y género diverso deben ser tratadas en todo momento por funcionarios de nivel ejecutivo con una formación adecuada en materia de sexo y género diverso.

### Nota del pasaporte
Los pasaportes contienen en el interior de la portada una nota dirigida a las autoridades de todos los países y territorios, en la que se identifica al portador como ciudadano de Australia y se solicita que se le permita el paso y se le trate de acuerdo con las normas internacionales:

The Governor-General of the Commonwealth of Australia, being the representative in Australia of Her Majesty Queen Elizabeth the Second, requests all those whom it may concern to allow the bearer, an Australian Citizen, to pass freely without let or hindrance and to afford him or her every assistance and protection of which he or she may stand in need.

Traducción al español:

El Gobernador General de la Mancomunidad de Australia, siendo el representante en Australia de Su Majestad la Reina Isabel II, solicita a todos aquellos a los que les concierne que permitan al portador, un ciudadano australiano, pasar libremente sin dejarle ni obstaculizarle y que le proporcionen toda la asistencia y protección que pueda necesitar.

### Idiomas
El pasaporte está impreso en inglés. La traducción al francés se encuentra en la página de información sobre la identidad y el chip. 

### Chip biométrico
El chip incrustado almacena la fotografía digitalizada del titular, el nombre, el sexo, la fecha de nacimiento, la nacionalidad, el número de pasaporte y la fecha de caducidad del mismo. Esta es la misma información que aparece en la página de información impresa de cada pasaporte. La tecnología de reconocimiento facial se introdujo con el lanzamiento del pasaporte electrónico para mejorar la verificación de la identidad y reducir el fraude relacionado con la identidad.

## Tipos de pasaportes

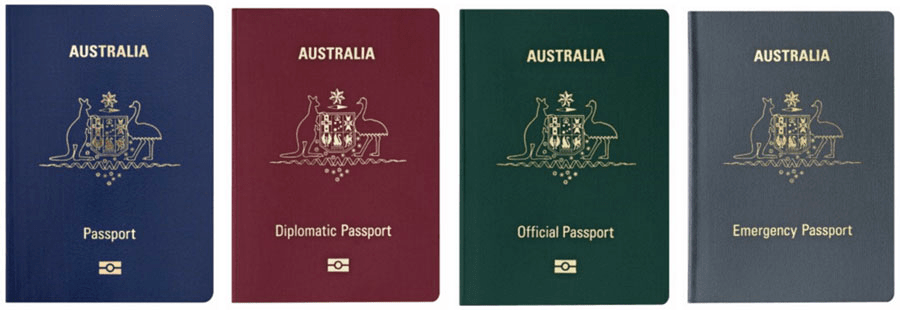
Tipo de pasaporte australiano

- Tipo de pasaporte australianoPasaporte estándar (cubierta azul o negra) – Emitido para viajes ordinarios, tales como vacaciones y viajes de negocios, tiene 34 páginas visados (42 páginas en total) con una validez de 10 años.
  - Pasaporte de Viajero Frecuente – Emitido a viajeros frecuentes, como personas de negocios (66 páginas de visa). La emisión de Pasaportes Viajeros Frecuentes fue suspendida a partir del 30 de noviembre de 2017.
  - Pasaporte para niños – Emitido a ciudadanos australianos menores de 16 años, cuesta la mitad de un pasaporte estándar, posee 34 páginas de visado con 5 años de validez.
  - Pasaporte de emergencia (cubierta gris)  - Emitido a ciudadanos australianos que urgentemente tienen que viajar en poco tiempo o urgentemente tienen que sustituir su pasaporte perdido o robado. Los pasaportes de emergencia poseen una validez máxima de 12 meses.
- Pasaporte oficial (cubierta gris espárrago) – Emitido a personas que representan al gobierno australiano en asuntos oficiales. (42 páginas)
- Pasaporte diplomático (cubierta roja) – Emitido a diplomáticos australianos, a altos funcionarios gubernamentales y a mensajeros diplomáticos. (42 páginas)

## Visados
En 2018, los australianos tenían acceso sin visa o con visa a la llegada a 171 estados y territorios, lo que sitúa al pasaporte australiano en la séptima posición mundial según el Índice de restricciones de Visa.

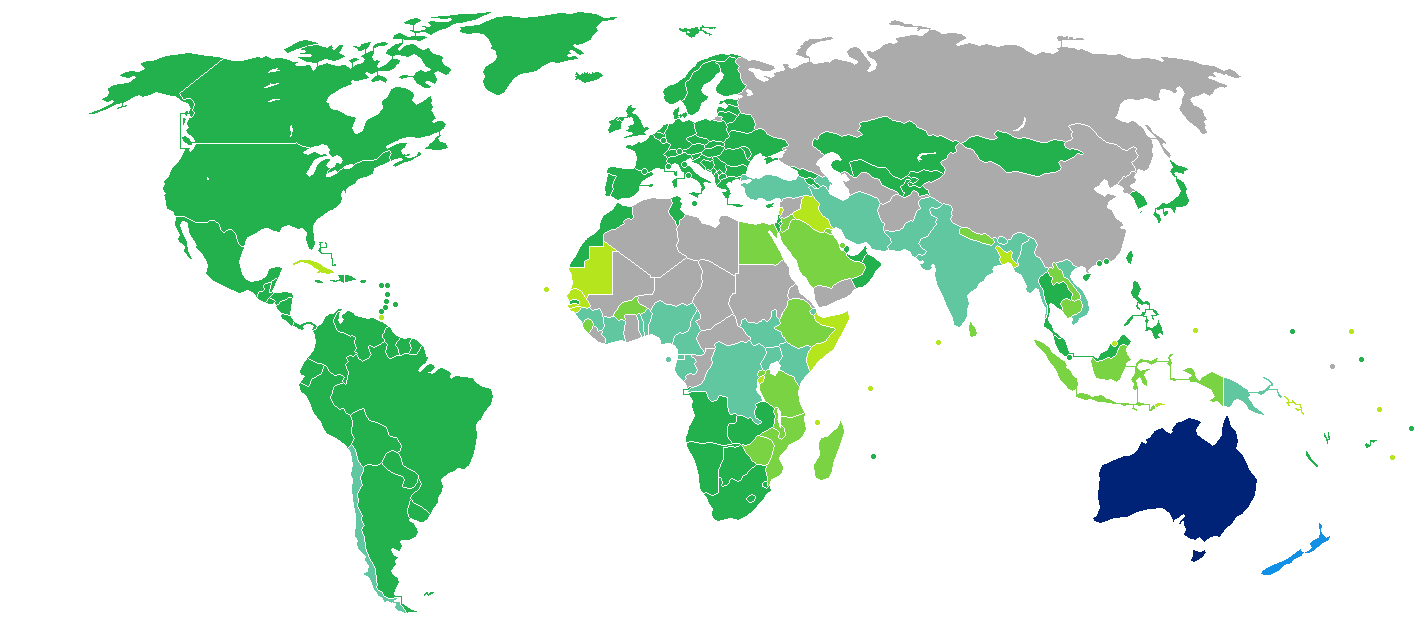
Australia
Libertad de movimiento (Acuerdo de viaje Trans-Tasman)
Sin necesidad de visa
Visa a la llegada
Visa a la llegada o visa electrónica
Se requiere visa antes de la llegada